# 瑪仕革斯·俄霸律尼
瑪仕革斯·俄霸律尼（1996年10月30日—），漢名歐晉，是台灣棒球運動員，魯凱族人，目前效力於中華職棒味全龍，守備位置為一壘手。

## 生平
出生於桃園縣（現桃園市），老家則在屏東縣霧台鄉的神山部落。小學原先就讀幸福國小，並加入棒球隊。然而其優異的運動天分使教練建議他轉學至龜山國小接受較正式的棒球訓練。
2009年，入選世界少棒聯盟亞太區少棒錦標賽，並在賽事中獲得冠軍，成功拿下亞太區的代表權，前往威廉波特參加比賽，最終獲得亞軍。
國中就讀新明國中，並於2011年入選世界青少棒大賽，最終獲得亞軍。
2012年，參與電影《天后之戰》的演出，飾演十東水產棒球隊的投手歐弟。該電影於2013年2月27日上映。
2014年，於就讀平鎮高中時入選亞洲青棒錦標賽，並獲得季軍。
2019年，於國立體育大學畢業後隨即報名中華職棒選秀會，並獲得該年重新加入中職的味全龍隊以第30指名選入，開啟職棒生涯。
2020年，隨著新球隊味全龍打一年二軍，總計在二軍出賽17場比賽，僅擊出4支安打，打擊率0.154。
2021年球季5月升上一軍。5月5日對戰統一獅迎來一軍初登板，於3局下首打席擊出安打。然而，該年只出賽5場比賽，擊出4支安打，打擊率0.250。
2022年，整季受到林智勝及拿莫·伊漾的守備位置重疊之下整季未能上到一軍出賽，該年只在二軍出賽45場比賽。
2023年，於球季前接受宋文華的建議將名字改為魯凱族名，由於羅馬拼音轉寫後多達八個中文字，因此成為中華職棒史上名字最長的本土球員。同時在3月31日首度登錄至開季名單。該年出賽59場比賽是生涯新高，有28支安打、2支全壘打，打擊率0.220。2023年4月25日，對戰統一獅隊於7局下上場代打並擊出生涯首支全壘打。

## 職棒生涯成績
| 年度 | 球隊   | 出賽 | 打數 | 安打 | 全壘打 | 打點 | 盜壘 | 四死 | 三振 | 壘打數 | 雙殺打 | 打擊率 | 上壘率 | 長打率 | OPS   |
| ---- | ------ | ---- | ---- | ---- | ------ | ---- | ---- | ---- | ---- | ------ | ------ | ------ | ------ | ------ | ----- |
| 2021 | 味全龍 | 5    | 16   | 4    | 0      | 0    | 0    | 0    | 3    | 5      | 1      | 0.250  | 0.250  | 0.313  | 0.563 |
| 2023 | 味全龍 | 59   | 127  | 28   | 2      | 10   | 0    | 21   | 29   | 37     | 6      | 0.220  | 0.342  | 0.291  | 0.633 |
| 2024 | 味全龍 | 26   | 57   | 13   | 1      | 8    | 0    | 7    | 17   | 17     | 2      | 0.228  | 0.313  | 0.298  | 0.611 |
| 合計 | 3年    | 90   | 200  | 45   | 3      | 18   | 0    | 31   | 49   | 59     | 9      | 0.225  | 0.328  | 0.295  | 0.623 |

## 外部連結
- 瑪仕革斯·俄霸律尼在台灣棒球維基館上的頁面（繁體中文）
- 瑪仕革斯·俄霸律尼在中華職棒官網
- 瑪仕革斯·俄霸律尼在Baseball-Reference.com（小聯盟以及海外聯盟）（英语）